# Jama Masjid (Deli)

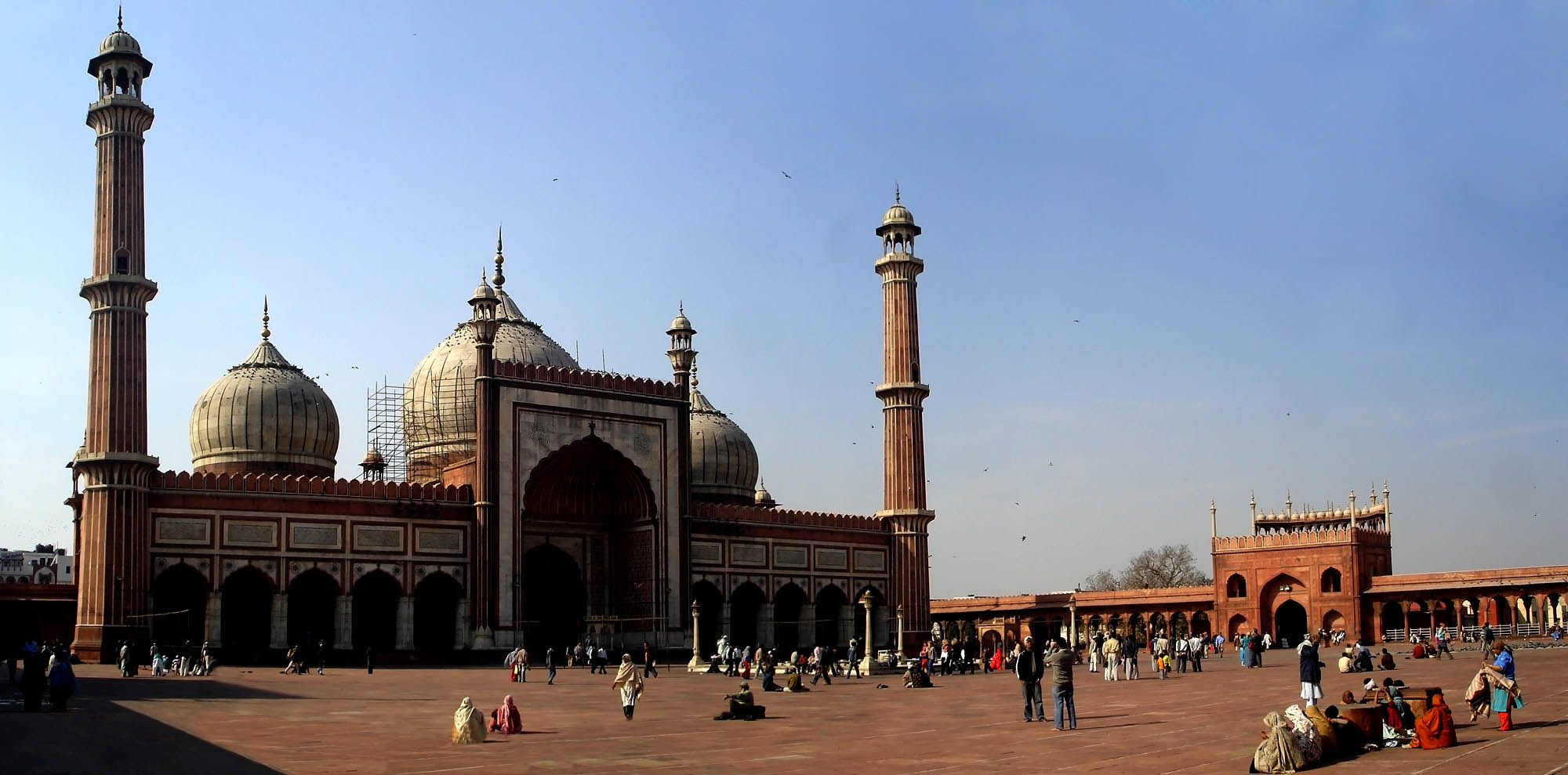
Jama Masjid

O Masjid-i Jahan-Numa (em persa: مسجد-ا جہاں نما‎, Devanagari:  मस्जिद जहान नुमा, vulgarmente conhecida como Jama Masjid (em hindi:  जामा मस्जिद, Urdu: جامع مسجد‎), é a principal mesquita da Índia, localizada na cidade de Deli.
Situada frente ao Forte Vermelho, a mesquita foi construída pelo imperador mugal Shah Jahan entre 1644 e 1656, com um custo de 1 milhão de rupias. A inauguração da obra foi orientada por um imame de Bucara, do atual Uzbequistão. A mesquita foi finalizada em 1655 EC com três enormes portais, quatro torres e dois minaretes com 40 metros de altura construídos com tiras de arenito e mármore branco. O pátio pode acomodar mais de 25 000 pessoas. As três cúpulas bulbosas compõem a cobertura no terraço estão ladeadas pelos dois minaretes. No chão, um total de 899 demarcações foram traçadas para a adoração dos crentes. A planta arquitetónica de Badshahi Masjid, projetada pelo filho de Shah Jahan, Aurangzeb em Lahore, Paquistão, é semelhante ao da Jama Masjid.
A mesquita foi palco de dois ataques, um em 2006 e outro em 2010. No primeiro, duas expulsões tiveram lugar na mesquita, ferindo treze pessoas. No segundo, dois estudantes de Taiwan ficaram feridos na sequência de um ataque levado a cabo por dois homens armados que abriram fogo sobre eles.